# Nordische Skiweltmeisterschaften 1925/Teilnehmer (Tschechoslowakei)
An den nachträglich zu den Nordischen Skiweltmeisterschaften von 1925 erklärten Rendezvous-Rennen in Johannisbad stellte die Tschechoslowakei den Großteil der teilnehmenden Wintersportler.

## Geschichte
Das Veranstalterland war sowohl mit dem Tschechoslowakischen Skiverband (SL RČS) als auch dem Hauptverband Deutscher Wintersportvereine der Tschechoslowakischen Republik (HDW) vertreten, die beide von der FIS als vollwertige Mitglieder anerkannt waren.
Die Weltmeisterschaften von 1925 gelten bis heute als die erfolgreichsten für die Tschechoslowakei. Von insgesamt 12 Medaillen vermochten die Athleten des SL RČS und des HDW gemeinsam 10 Medaillen für ihr Heimatland zu erobern.
Die erfolgreichsten tschechoslowakischen Teilnehmer waren Otakar Německý aus Nové Město na Moravě mit zwei ersten Plätzen im Skilanglauf über 18 km und in der Nordischen Kombination sowie Franz Donth aus Rochlitz an der Iser mit einer Goldmedaille im Skilanglauf über 50 km und der Silbermedaille im Skilanglauf über 18 km.

## Teilnehmer des Svaz lyžařů RČS
| Goldmedaillen | Silbermedaillen | Bronzemedaillen |
| ------------- | --------------- | --------------- |
| 2             | —               | 1               |

| Sportler         | Verein                  | Skilanglauf 18 km | Skilanglauf 50 km | Skispringen Großschanze | Nordische Kombination |
| ---------------- | ----------------------- | ----------------- | ----------------- | ----------------------- | --------------------- |
| M. Bachtik       | Benecko                 | –                 | 15.               | –                       | –                     |
| Josef Bím        | Vysoké nad Jizerou      | 19.               | –                 | 8.                      | 5.                    |
| K. Buchta        |                         | –                 | 40.               | –                       | –                     |
| C. Durchanék     |                         | –                 | 39.               | –                       | –                     |
| Josef Erlebach   |                         | 3.                | 5.                | –                       | –                     |
| František Fišera |                         | 24.               | 25.               | –                       | –                     |
| Anton Gottstein  | WSV Hohenelbe           | –                 | 22.               | –                       | –                     |
| Karel Gregor     |                         | –                 | 43.               | –                       | –                     |
| Štěpán Hevák     |                         | 31.               | 27.               | –                       | –                     |
| Adolf Hnyk       |                         | –                 | –                 | 31.                     | –                     |
| Václav John      |                         | –                 | 23.               | –                       | –                     |
| Karel Koldovský  | Vysoké nad Jizerou      | 21.               | 7.                | 19.                     | 12.                   |
| B. Kovar         |                         | –                 | 36.               | –                       | –                     |
| J. Malinsky      |                         | –                 | 42.               | –                       | –                     |
| J. Martin        |                         | –                 | 10.               | –                       | –                     |
| F. Menzel        |                         | –                 | 53.               | –                       | –                     |
| Josef Německý    | SK Nové Město na Moravě | 10.               | 6.                | –                       | –                     |
| Otakar Německý   | SK Nové Město na Moravě | 1.                | –                 | 13.                     | 1.                    |
| Jozef Petricek   |                         | 84.–101.          | –                 | 45.                     | 32.                   |
| K. Pribyl        |                         | –                 | 51.               | –                       | –                     |
| K. Pvel          |                         | –                 | 41.               | –                       | –                     |
| J. Reis          |                         | –                 | 49.               | –                       | –                     |
| Karl Rudl        | Prag                    | –                 | 38.               | –                       | –                     |
| H. Šilhan        |                         | –                 | 46.               | –                       | –                     |
| Josef Šir        |                         | –                 | 32.               | –                       | –                     |
| Bohuslav Slonek  | SK Nové Město na Moravě | –                 | 20.               | –                       | –                     |
| Josef Šolín      | Harrachov               | –                 | 30.               | –                       | –                     |
| J. Stefl         |                         | –                 | 52.               | –                       | –                     |
| Antonín Švitorka | Harrachov               | –                 | 35.               | –                       | –                     |
| Čeněk Vítámvás   | Harrachov               | –                 | 33.               | –                       | –                     |
| J. Vlach         |                         | –                 | 48.               | –                       | –                     |
| Karl Wondrak     |                         | –                 | –                 | 28.                     | –                     |

## Teilnehmer des Hauptverbandes Deutscher Wintersportvereine
| Goldmedaillen | Silbermedaillen | Bronzemedaillen |
| ------------- | --------------- | --------------- |
| 2             | 3               | 2               |

Für die Wettbewerbe in Johannisbad hatten sich insgesamt 90 dem Hauptverband deutscher Wintersportvereine angehörige Skiläufer gemeldet, darunter auch der in Böhmen wohnhafte Johan Blomseth, der aufgrund seiner norwegischen Staatsangehörigkeit für sein Heimatland gewertet wird. Der HDW stellte somit rund ein Drittel aller Teilnehmer.
Meldungen abgegeben hatten außer den in der Tabelle aufgeführten Athleten unter anderem noch der spätere Olympionike Vinzenz Buchberger, Josef Burkert, Romeo Scheffel und Heinrich Stritschek, wobei von diesen Sportlern eine tatsächliche Teilnahme nicht belegbar ist. Dabei bleibt anzumerken, dass derzeit noch nicht alle Ergebnislisten komplett eruiert werden konnten.
| Sportler           | Verein                           | Skilanglauf 18 km | Skilanglauf 50 km | Skispringen K-40 | Nordische Kombination |
| ------------------ | -------------------------------- | ----------------- | ----------------- | ---------------- | --------------------- |
| Franz Adolf        | WSV Aupatal-Petzer               | –                 | 4.                | –                | –                     |
| Josef Adolf        | WSV Aupatal-Petzer               | 4.                | –                 | 16.              | 2.                    |
| Adolf Berauer      | WSV Aupatal-Petzer               | 27.               | –                 | 47.              | 29.                   |
| Adolf Berger       | WSV Johannisbad                  | –                 | –                 | 5.               | –                     |
| Josef Bräth        | Rennerbauden                     | 5.                | –                 | 36.              | 9.                    |
| Bruno Braun        | WSV Aupatal-Petzer, Johannisbad  | 18.               | –                 | 18.              | 8.                    |
| Vinzenz Buchberger | WSV Spindlermühle                | 32.               | –                 | DNF              | –                     |
| Rudolf Burkert     | Polaun                           | 60.–66.           | –                 | 9.               | 18.                   |
| Wilhelm Dick       | SC Christiania Weipert           | –                 | –                 | 1.               | –                     |
| Franz Donth        | Skiklub Rochlitz; Schüsselbauden | 2.                | 1.                | –                | –                     |
| Karl Eichinger     | Skizunft Reichenberg             | –                 | –                 | 34.              | –                     |
| Albert Ettrich     | WSV Aupatal-Petzer               | –                 | 3.                | –                | –                     |
| Josef Ettrich      | WSV Aupatal-Petzer               | –                 | 12.               | –                | –                     |
| Eduard Fink        |                                  | –                 | 34.               | –                | –                     |
| Oskar Fischer      | D. Sp. V. Trautenau              | –                 | –                 | 15.              | –                     |
| Gottfried Feest    | Schatzlar                        | –                 | –                 | 43.              | –                     |
| Franz Häckel       | WSV Hohenelbe                    | 8.                | 2.                | –                | –                     |
| Karl Häckel        | WSV Harrachsdorf; Neuwelt        | –                 | 14                | –                | –                     |
| Alfred Haller      |                                  | 25.               | 18.               | –                | –                     |
| Johann Haller      | Hohenelbe                        | 75.–80.           | –                 | 25.              | 25.                   |
| Fritz Klein        | WSV Aupatal-Freiheit             | 42.               | –                 | 27.              | 17.                   |
| Karl Klumpner      | Reichenberg                      | –                 | –                 | 29.              | –                     |
| Josef Körber       | Skiklub Rochlitz                 | 34.               | 9.                | –                | –                     |
| Franz Kraus I      |                                  | 12.               | 16.               | –                | –                     |
| Hermann Kraus      | Petzer-Riesenhain                | 28.               | 11.               | –                | –                     |
| Josef Kyntschel    |                                  | –                 | –                 | 41.              | –                     |
| Norbert Lang       | Pilsen                           | –                 | –                 | 42.              | –                     |
| A. Lauer           |                                  | –                 | 17.               | –                | –                     |
| Ernst Lauer        | SK Windsbraut Ober-Polaun        | 83.–100.          | –                 | 10.              | 27.                   |
| Franz Lorenz       |                                  | –                 | –                 | 38.              | –                     |
| J. Lorenz          |                                  | –                 | 44.               | –                | –                     |
| A. Meergans        |                                  | 67.–69.           | –                 | 33.              | 23.                   |
| Otto Pohl          | Skiklub Rochlitz                 | –                 | –                 | 39.              | –                     |
| Emmerich Rath      | Touring Club Prag                | 102.              | 47.               | DNS              | DNF                   |
| F. Rieger          |                                  | –                 | –                 | 21.              | –                     |
| Oskar Rössler      | WSV Harrachsdorf                 | –                 | –                 | 40.              | –                     |
| Otto Schrimpel     | DEHG Prag                        | –                 | –                 | 4.               | –                     |
| Aladar Thern       | Karpathenverein Kesmark          | 17.               | –                 | DNF              | 20                    |
| Heinrich Ullmann   | WSV Harrachsdorf                 | 33.               | –                 | –                | –                     |
| Emil Weiß          | Skiklub Rochlitz                 | –                 | 54.               | –                | –                     |
| Franz Wende        | WSV Aupatal-Freiheit             | 26.               | –                 | 3.               | 4.*                   |
| Anton Zinnecker    |                                  | –                 | 13.               | –                | –                     |
| G. Zinnecker       |                                  | 20.               | –                 | –                | –                     |
| Johann Zinnecker   |                                  | 23.               | 19.               | –                | –                     |
| V. Zinnecker       |                                  | –                 | 29.               | –                | –                     |

## Zeichenerklärung
- DNF = Did not finish (nicht beendet, aufgegeben)
- DNS = Did not start (gemeldet, aber nicht gestartet)
- ? = Am Wettbewerb teilgenommen, Platzierung derzeit nicht bekannt
- gemeldet = Für den Wettbewerb gemeldet, über tatsächliche Teilnahme und Platzierung lässt sich derzeit keine Aussage treffen.